# Pavilon H
Pavilon H  je výstavní hala na brněnském výstavišti. Jednolodní budova ocelobetonové konstrukce je po téměř celém obvodu prosklená (s výjimkou zavětrovacích stěn), nepodsklepená, dlouhá 75 metrů a široká 26 metrů. Podlahy jsou dlážděny terazzem. Ve východní a západní části se nachází schodišťové haly a kolem dokola budovu obkružuje vnitřní galerie, která tak uprostřed vytváří atrium. Hrubá výstavní plocha je 1438 m² v přízemí a 1030 m² na galerii. Výška prostoru je 9,5 m, pod galerií 3,5 m a nad galerií 4,7 m. Střecha je klenbová s ocelovými táhly. V horních částech čel pavilonu jsou prosklené lunety.

## Historie
Pavilon byl postaven roku 1956 podle návrhu Evžena Šteflíčka na místě bývalého Pavilonu Národního školství. Jeho plocha byla 2300 m² a kapacita 1400 míst k sezení. Celková výška hlavního výstavního prostoru byla 14,3 m, z toho 4 metry činil prostor pod galerií a 6 metrů nad galerií. Podlaha byla betonová s gumovým povrchem. Budovu vytápěly plynové zářiče. Později byla několikrát upravována, zejména byla dvojitě prosklena, vybavena lepším vytápěním a také výtahem.